# Vervolgoorlog
De Vervolgoorlog (Fins: jatkosota; Zweeds: fortsättningskriget) is de Finse deelname aan de Tweede Wereldoorlog, als bondgenoot van nazi-Duitsland, tegen de Sovjet-Unie. Doel was de herovering van de in de Winteroorlog door de Sovjets ingenomen gebieden. De oorlog vond plaats van 25 juni 1941 tot 19 september 1944.

## Voorgeschiedenis
In 1939 was de Sovjet-Unie, na eerst zware diplomatieke druk te hebben uitgeoefend, Finland binnengevallen. Ondanks sympathie voor Finland bij zowel het Verenigd Koninkrijk en bondgenoten, de geallieerden, als bij Nazi-Duitsland en fascistisch Italië, de As, wilde niemand het op dat moment militair tegen de Sovjet-Unie opnemen en moest Finland de strijd alleen voeren. Ondanks zwaarbevochten overwinningen moesten de Finnen uiteindelijk voor de numerieke Russische overmacht zwichten, grote delen van het grensgebied afstaan en de militaire basis Hanko verpachten. De Finse bevolking was teleurgesteld en werden zo in de armen van de Duitse diplomatie gedreven. De Duitsers sloten een bijstandspact met Finland en beloofden teruggave van de verloren gebieden als Finland deel zou nemen aan Operatie Barbarossa, de veldtocht tegen de Sovjet-Unie.
Voor de Finse regering was het geen simpele kwestie van wraakname want ze kwamen net uit een zware oorlog met hun machtige buur en wisten wat voor risico ze zouden nemen mocht het opnieuw tot een treffen komen. Aan de andere kant beseften ze dat de kans groot was dat bij een Duits-Russisch treffen hun neutraliteit niet gerespecteerd zou worden, en mocht dat gebeuren, dan zouden ze de strijd waarschijnlijk net als in de Winteroorlog geheel alleen moeten voeren. De keuze voor Duitsland werd dan ook nadien omschreven als de minst slechte optie.
De Finnen zetten zwaar in en mobiliseerden aanvankelijk 14 divisies voor oorlogsdeelname. Gemiddeld brachten ze 450.000 man in het veld en op de piek bedroeg de Finse troepensterkte 700.000 man op een bevolking van 6 miljoen. Hun verliezen bedroegen 63.200 personen, oftewel 1% van de bevolking.

## Verloop

### Fins-Duitse opmars
Finland verklaarde zich aanvankelijk neutraal maar een vergisbombardement van Sovjet-vliegtuigen op Fins grondgebied gaf hen een excuus zich in de strijd te mengen. Op 25 juni 1941 vielen de Finnen de Sovjet-Unie binnen, tegelijkertijd met de Duitsers, en gesteund door een Duits leger uit het bezette Noorwegen. De verloren gebieden werden snel heroverd, doordat de Sovjet-Unie haar verdediging moest concentreren op de aanval van de Duitsers. De Finnen stootten echter door en bezetten heel Oost-Karelië, een gebied dat tot dan toe nog nooit tot het Finse of Zweeds-Finse grondgebied had behoord. Door deze controversiële actie verloor Finland de sympathie van de geallieerden, die de Sovjet-Unie steunden in de strijd tegen Duitsland. Het Verenigd Koninkrijk verklaarde Finland uiteindelijk zelfs de oorlog, zonder overigens tot daadwerkelijke gevechtshandelingen over te gaan (de Britten voerden één bombardement op Turku uit maar de piloten dropten hun bommen opzettelijk in zee).
De precieze redenen voor de bezetting van Oost-Karelië blijven onduidelijk. Volgens historici wilde de politieke en militaire top het 'extra' gebied enerzijds gebruiken als onderhandelingsruimte, omdat men ervan overtuigd was dat er vroeg of laat met de Sovjets moest worden onderhandeld. Anderzijds speelden nationalistische ideeën over een 'Groot-Finland' een rol, waarbij de Karelische bevolking – die ook een Finoegrische taal sprak en als broedervolk werd beschouwd – van de Sovjet-overheersing bevrijd zou moeten worden. Ook speelde geografie een belangrijk rol. De oostgrens van Finland kent weinig natuurlijke verdedigingselementen zoals grote meren en rivieren in noord-zuid-richting. Doorgaan tot Oost-Karelië gaf de Finnen de mogelijkheid voor kortere verdedigingslinies. De grote watergebieden Ladogameer (Laatokka), Onegameer (Ääninen) en de Witte Zee (Vienanmeri) in (Oost-)Karelië konden als natuurlijke barrières worden gebruikt om een betere verdediging met minder mankracht op te stellen.

### Keerpunt
De Finnen probeerden hun strijd zo veel mogelijk los te zien van de Duitse aanval op de Sovjet-Unie, iets waar ze naar de buitenwereld toe steeds minder goed in slaagden. Desalniettemin gaven de Finnen niet toe aan alle wensen van Duitsland. Ze namen deel aan de omsingeling van Leningrad aan de noordzijde; maar ondanks verzoeken van de Duitsers tot assistentie in de aanval op de stad wilden de Finnen niet actief aan deze strijd deelnemen. Misschien heeft deze houding van de Finnen Leningrad wel gered van de Duitse bezetting.
De Duitsers trachtten Finland ook tot anti-joodse maatregelen te bewegen, zoals bij andere bondgenoten. Hoewel Finland wel een aantal buitenlandse joden oppakte en uitwees, werden de Finse joden met rust gelaten en zijn nooit anti-joodse wetten afgekondigd zoals in andere bondgenoten van Duitsland.
Nadat de Sovjets de Duitsers tot de terugtocht hadden gedwongen kon in 1944 een grote troepenmacht worden vrijgemaakt voor het terugdrijven van de Finse bezettingsmacht. De tegenaanval op de Finnen werd op 9 juni van dat jaar ingezet, synchroon met de geallieerde landing in Normandië. Net als in de Winteroorlog konden de Finnen niet standhouden tegenover het enorme numerieke overwicht. Van onderhandelingsruimte bleek geen sprake meer. De Finse troepen werden gestaag de grens overgedreven.

### Afloop

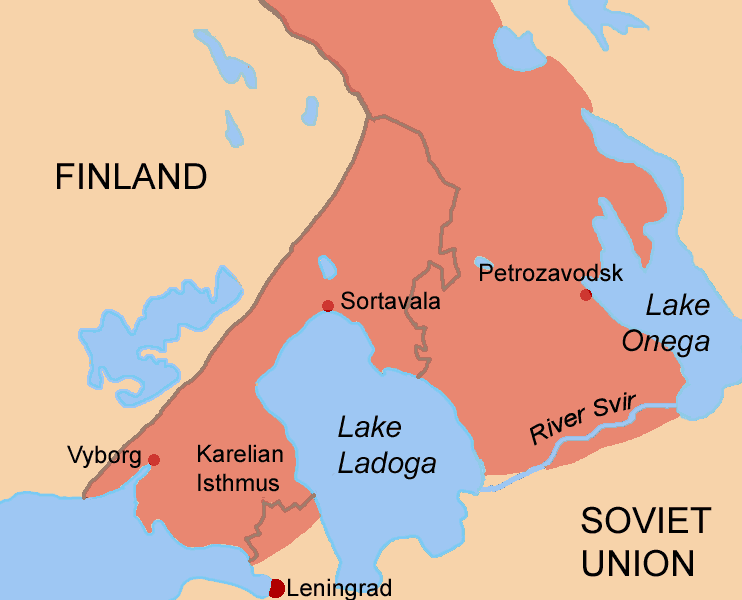
Finse verovering van Karelië, die bij de vrede weer werd teruggedraaid.

Finland probeerde koortsachtig onder een Sovjetbezetting uit te komen en de schade zo veel mogelijk te beperken. Om een kritieke wapenlevering uit Duitsland net voor de grote Sovjetaanval zeker te stellen, ondertekende de Finse president Ryti een belofte aan Duitsland om geen afzonderlijke vredesonderhandelingen met Sovjet-Unie te starten. Zulke afspraken hadden de toestemming van de regering en het parlement geëist, maar Ryti hield de regering bewust buiten deze afspraak. Hij tekende de afspraak alleen, zodat alleen hij zelf erdoor gebonden was. Zodra de wapenlevering gedaan was, stapte Ryti van zijn positie als president af. Ryti werd vervangen door maarschalk en ex-regent Mannerheim, die via Zweden de onderhandelingen heropende. Finland slaagde erin onafhankelijk te blijven. Hoewel de Finnen politiek en militair in een benarde positie verkeerden was een snelle vrede ook in het belang van de Sovjet-Unie. Zodoende konden ze zich namelijk op de strijd tegen Duitsland concentreren. In het voordeel van Finland was dat de Finnen de opmars konden vertragen door in die laatste strijdfase nog een overwinning te boeken in de slag bij Ilomantsi. De Sovjet-Unie was hierdoor met de herinnering aan de moeizame Winteroorlog nog vers in het geheugen, bereid tot vrede.
De nieuwe vredesvoorwaarden herbevestigden de vrede van Moskou uit 1940, waarbij Finland grote gebiedsdelen van Karelië in het zuidoosten moest afstaan. Daarbij moest deze keer ook de noordelijke havenstad Petsamo (Petsjenga) worden afgestaan, waardoor Finland de toegang tot de Noordelijke IJszee en waardevolle nikkelmijnen verloor. Daarnaast legden de Sovjets Finland herstelbetalingen op, die in 1947 op USD 300 miljoen zouden worden vastgesteld.
Tot slot werden de Finnen door de Sovjets gedwongen om in kort tijdsbestek de Duitse troepen uit hun land te verdrijven. Dit leidde tot de zogenaamde Laplandoorlog. Mannerheim probeerde het met de Duitsers op een akkoord te gooien, maar deze voelden zich verraden. Ze trokken zich wel terug met Operatie Birke en Operatie Nordlicht, via Lapland naar Noorwegen, maar niet vreedzaam. Het kwam tot schermutselingen met de Finse achtervolgers, waarna de Duitsers de tactiek van de verschroeide aarde toepasten. Veel plaatsen in Lapland (die voornamelijk uit houten huizen bestonden) werden compleet in de as gelegd, waaronder de Lapse hoofdstad Rovaniemi.

## Nasleep
Al met al kwam Finland er, vergeleken met de Baltische staten en de Centraal-Europese landen als Polen, Hongarije, Tsjechoslowakije, Bulgarije en Roemenië vrij genadig van af. Het bleef bij het verlies van Petsjenga (Petsamo) en Zuid-Karelië, inclusief Vyborg (Viipuri). Buiten het afstaan van de marinebasis Porkkala (bij Helsinki) tot 1955 werden er geen Russische troepen in Finland gelegerd. De Finnen werd het vergund een eigen koers te varen, zolang ze hun grote buurman in het oosten niet stoorden. De Sovjet-Unie kreeg in handelsverdragen de meestbegunstigdenstatus en werd voor iedere belangrijke internationale rechtshandeling informeel om toestemming gevraagd. Zelfs de media werden door de regering aangezet tot zelfcensuur: waar bijvoorbeeld de Westerse media moord en brand schreeuwden over de Praagse Lente, zwegen de Finse media. Dit proces werd (aanvankelijk met negatieve ondertoon) aangeduid als Finlandisering. Finland moest zware herstelbetalingen doen. Deze dienden voornamelijk in natura, als zware industriegoederen, te worden voldaan. Op wrange wijze werd zo de Finse naoorlogse machinebouw, vandaag de dag een van de pijlers van de economie, ontwikkeld.